# Nyitracsehi
Nyitracsehi (szlovákul Čechynce) község Szlovákiában, a Nyitrai kerületben, a Nyitrai járásban.

## Fekvése
Nyitrától 8 km-re délkeletre, a Cétényi-patak (Nyitra) mellett fekszik.

## Élővilága

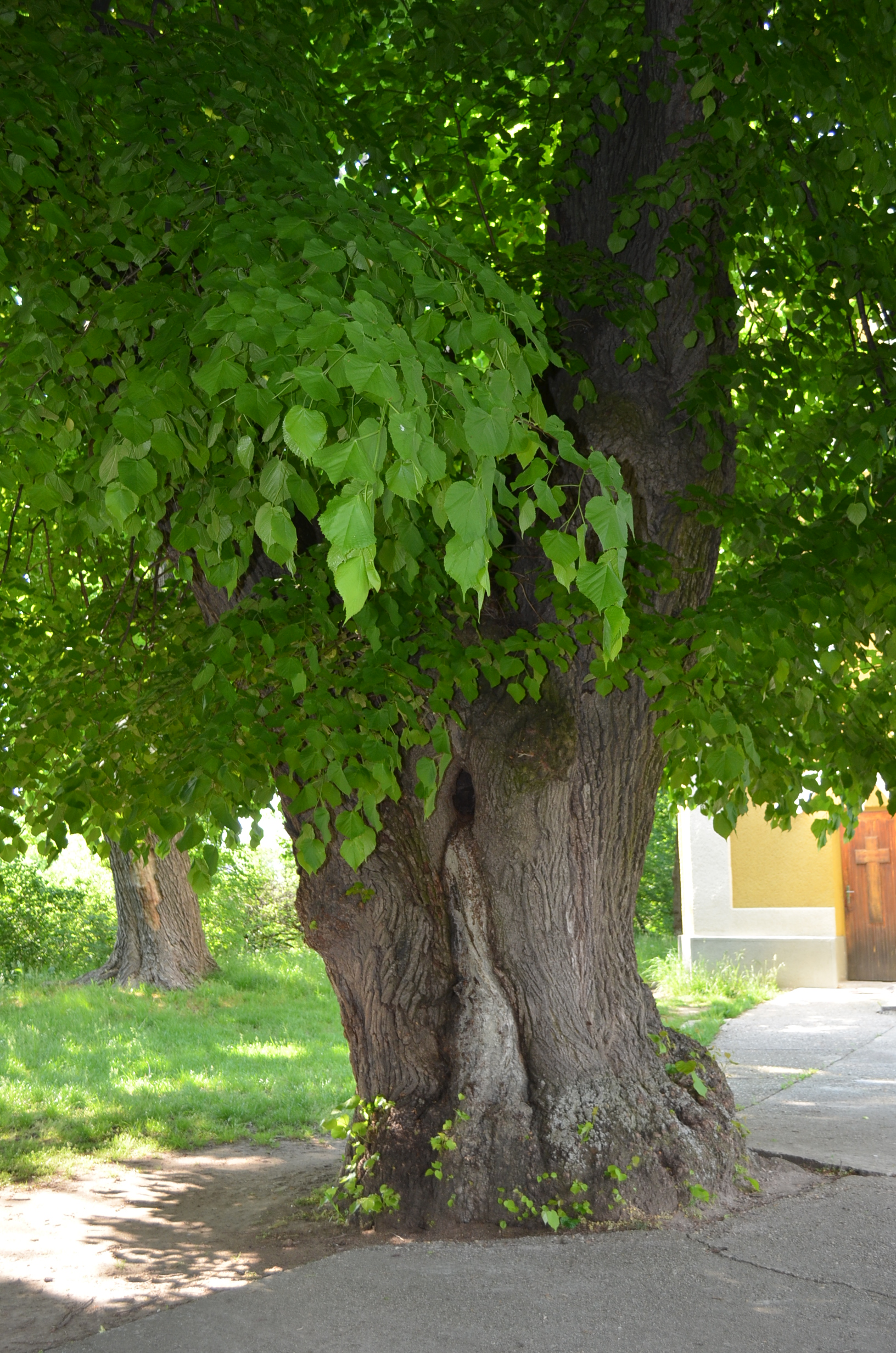
Terebélyes fa

A faluban volt gólyafészek alátét.

## Története

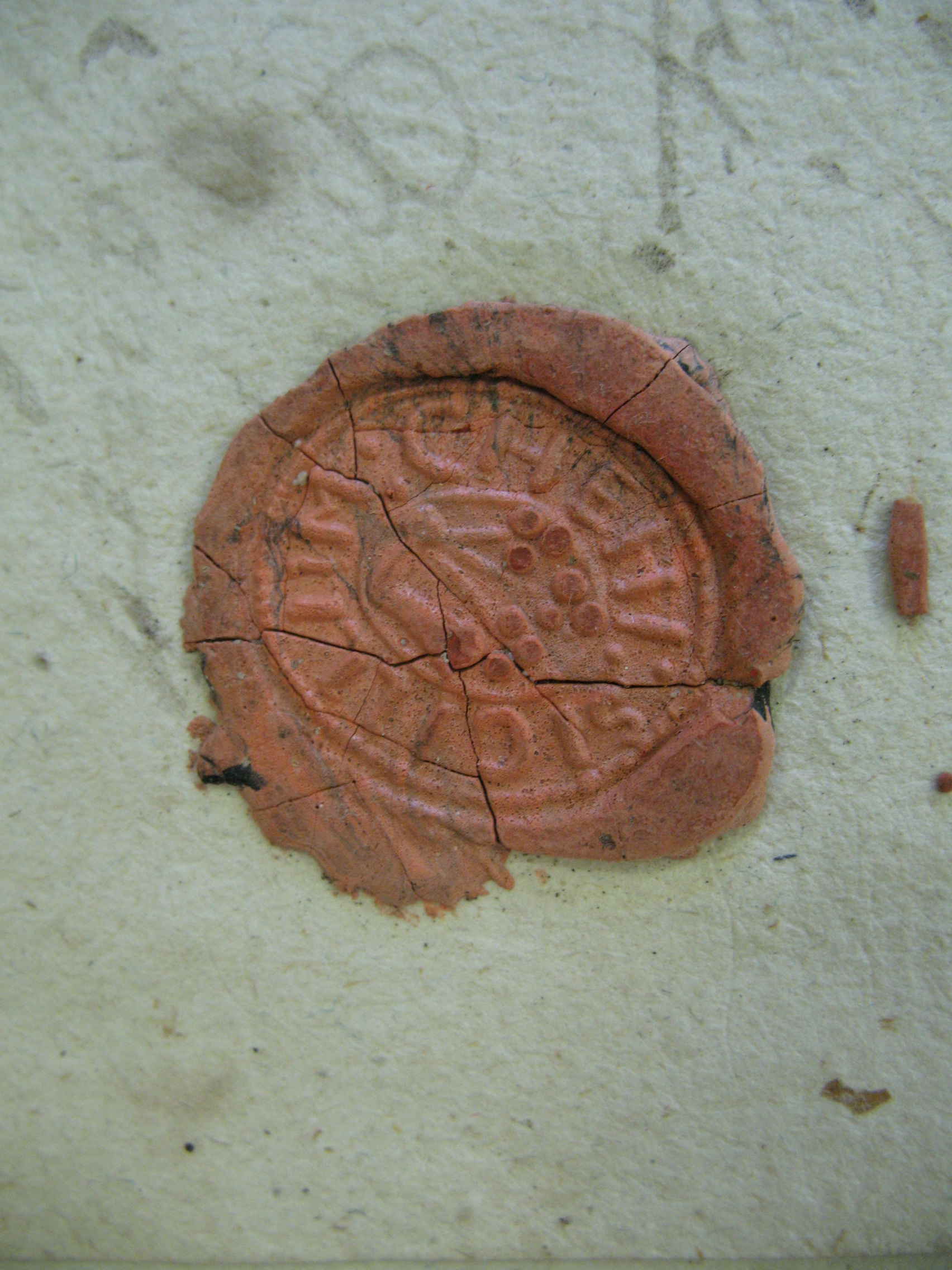
A falu pecsétje egy 1819-es iraton

A falu nevének eredetével kapcsolatban eddig két vélemény látott napvilágot. Az egyik a helység nevét etnikumjelzőként határozza meg, tehát az itt élt idegen (cseh) eredetű lakosokra utal (Odescalchi Artúr (? szkicói) 1887-1888, Ján Stanislav 1947, Rudolf Krajčovič 1984, Branislav Varsik 1984, Kiss Lajos 1988, Štefan Milo 1997), a másik személynévi (birtokos) eredetűnek tartja (Tagányi Károly 1887-1888, Gergelyi Ottmár 1965), így tehát nem lenne összefüggésben az itt egykor lakók származásával.
A település első fennmaradt ismert említése Davarcsány határjárásában, "Cheg" néven 1248-ból, IV. Béla király okleveléből származik. Az oklevélből kiderül, hogy Csehi a nyitrai vár tartozéka és annak várjobbágyai lakják. 1285-ben "Chey" falu nemesi birtok volt. 1290-ben, 1312-ben és 1313-ban is említik. Hunyadi Mátyás egyik hűséges lovagjának, Lábatlani Györgynek és testvérének, Katalinnak adta, tőlük pedig 1477-ben az esztergomi káptalan birtokába jutott. 1558-ban 20 adózó háztartása és pincészete volt. 
Később többször is török támadás érte, de a hódoltság alatt is nagyrészt magyar uralom alatt maradt. 1664-ben 17 háztartásban 23 fejadófizetőt írtak össze a törökök, a legnagyobb bevételük a must tizedéből volt. A török kiűzése után is az esztergomi káptalan birtoka, amely Nyitra városának közelsége miatt gyorsan fejlődött. A fejlődést csak néhány tűzeset és járvány hátráltatta. 1751-ben 4 malma, 43 adózó és 5 szabad családja létezett. 1787-ben 45 házában 258 lakos élt. 1828-ban 71 ház és 494 lakos volt a településen, akik mezőgazdasággal és szőlészettel foglalkoztak. Legrégibb ismert pecsétlenyomata egy 1819-ben keltezett iratról (is) származik, de 18. század végi eredetű lehet. 1876-ban a Nyitra völgyi településeket is árvíz sújtotta, a falu is károkat szenvedett.
Vályi András szerint: "CSEHI. MAGYAR falu Nyitra Vármegyében, földes Ura az Esztergomi Káptalanbéli Uraság, lakosai katolikusok, fekszik Csetény vize mellett, Nagy Emőkéhez közel, ’s ennek filiája, Nyitrától egy, és 1/4. mértföldnyire, tűzre, és épületre való fája elég van, szőlő hegyei nagyok, és termékenyek, helyben borait könnyen eladhattya, földgyei, és réttyei első Osztálybéliek, legelője elég, malma alkalmatos, és Nyitrán piatzozása jó, első Osztálybéli."
Fényes Elek szerint: "Csehi, (Csehincz), magyar falu, Nyitra vgyében, Nyitrától délkeletre 2 órányira: 484 kath. lak., termékeny, dombos, és róna határral. F. u. az esztergomi káptalan."
Nyitra vármegye monográfiája szerint: "Csehi, tiszta magyar község, mely Nyitrától délre, a Nyitrának Czétényke nevű ága mellett fekszik. Lakosainak száma 511, vallásuk r. kath. Postája Nagy-Emőke, táviró és vasúti állomása Nyitra-Ivánka. Csehi községről már 1248-ban, IV. Béla idejében, mint királyi birtokról tétetik említés. Mint ilyen a nyitrai várhoz tartozott. Mátyás király idejében Lábatlani Gergelynek, Mátyás egyik jeles vitézének volt tulajdona, ki azt 1477-ben az esztergomi székeskáptalannak adományozta, melynek birtokában azután állandóan meg is maradt. Kath. temploma, mely czinteremmel van körülvéve, nagyon régi, amit az a körülmény is bizonyít, hogy egy 1741-ben kelt okmány szerint akkor már oly rozzant állapotban volt, hogy helyre kellett állíttatni. A község a templommal együtt több ízben a lángok martaléka lett."
A trianoni békeszerződésig Nyitra vármegye Nyitrai járásához tartozott. Az első világháborúnak 13 helyi áldozata volt. Tűzoltó egyesülete 1926-ban alakult, első parancsnoka Száraz Vince volt. Az 1930-as években a kommunista pártnak nagy támogatottsága volt a községben. 1936. május 30-án nagy jégeső károsította meg Nyitrát, valamint Alsó- és Felsőköröskény, Berencs, Cabajcsápor, Csekej, Nagyemőke, Nagycétény, Nyitracsehi, Nyitraegerszeg, Salgó, Tormos, Ürmény, Üzbég, Vicsáp és Apáti, illetve Zobordarázs falvakat. Az itteni magyarság bizakodva várta az első bécsi döntést, de csalódnia kellett. 1938-ban az első bécsi döntést követően Magyarország ki akarta cserélni a falut Csehszlovákiával, ez a javaslatváltozat azonban nem valósult meg. Ezután az 1938 decemberi választáson csupán 4 nem szavazattal voksoltak a közös néppárti listára. A Prajza-féle Nyitra-Nagycétény közti autóbuszjárat teljesen megszűnt. A németek 1944-ben szállták meg a községet. A csehszlovák jogfosztás idején magyar nyelvű röpcédulák jelentek meg a faluban.
Elektromos áram 1956-óta van a településen. 1960-ban Kiscéténnyel vonták össze Nitrany néven. A faluban sikeres színjátszócsoport működött. Az 1990-es népszavazás után a két község ismét önálló lett. Alsótagozatos általános iskolája van.

## Népművészete
1909-ben Kodály Zoltán itt gyűjtötte a Lányok ülnek a toronyban kezdetű magyar népdalt.

## Népessége
| Év:            | 1994. | 2004.   | 2014.   | 2024.    |
| -------------- | ----- | ------- | ------- | -------- |
| Emberek száma: | 1038  | 1030    | 1102    | 1273     |
| Eltérés:       |       | -0,77 % | +6,99 % | +15,51 % |

| Év:            | 2023. | 2024.   |
| -------------- | ----- | ------- |
| Emberek száma: | 1265  | 1273    |
| Eltérés:       |       | +0,63 % |

1880-ban 482 lakosából 407 magyar, 42 szlovák és 11 német anyanyelvű volt, ezen kívül 22 csecsemő. Lakosaiból 468 római katolikus, 13 zsidó és 1 evangélikus felekezetű.
1890-ben 511 lakosából 493 magyar és 9-9 szlovák és német anyanyelvű.
1900-ban 546 lakosából 523 magyar, 22 szlovák és 1 német anyanyelvű.
1910-ben 635 lakosából 585 magyar, 49 szlovák és 1 német anyanyelvű volt.
1919-ben 626 lakosából 623 magyar volt.
1921-ben 631 lakosából 509 (80,7%) magyar, 121 (19,2%) csehszlovák.
1930-ban 688 lakosából 529 magyar és 159 csehszlovák volt.
A háború után magyar lakosságának egy részét kitelepítették, a helyükre szlovákok jöttek.[forrás?]
1970-ben Kiscéténnyel közösen 1537 lakosa volt, ebből 788 magyar, 745 szlovák, 2 német, 1 egyéb és 1 ismeretlen volt.
1980-ban Kiscéténnyel közösen 1521 lakosa volt, ebből 756 magyar, 756 szlovák, 4-4 cseh és egyéb és 1 ukrán volt.
1991-ben 1074 lakosából 636 magyar és 438 szlovák volt.
2001-ben 1024 lakosából 550 magyar és 467 szlovák volt.
2011-ben 1050 lakosából 552 szlovák, 475 magyar, 1 cseh, 1 egyéb és 21 ismeretlen nemzetiségű volt.
2021-ben 1255 lakosából 407 (+28) magyar, 837 (+40) szlovák, 3 egyéb és 8 ismeretlen nemzetiségű volt.

## Neves személyek
- Jan Dobrovits (1856-1914) kántortanító.
- Gajdár Jenő (1896-1947) kántortanító.[26]
- Szecsányi Gyula (1851-1923) udvardi esperes, plébános, tanfelügyelő.
- Csámpai Ottó (1952) szociológus.
- Innen származik Bödör Csaba (1982) molekuláris biológus.
- Innen származik Rákóczi Anna (1957) a Cseh- és a Morvaországi Magyarok Szövetsége elnöke[27]

## Nevezetességei

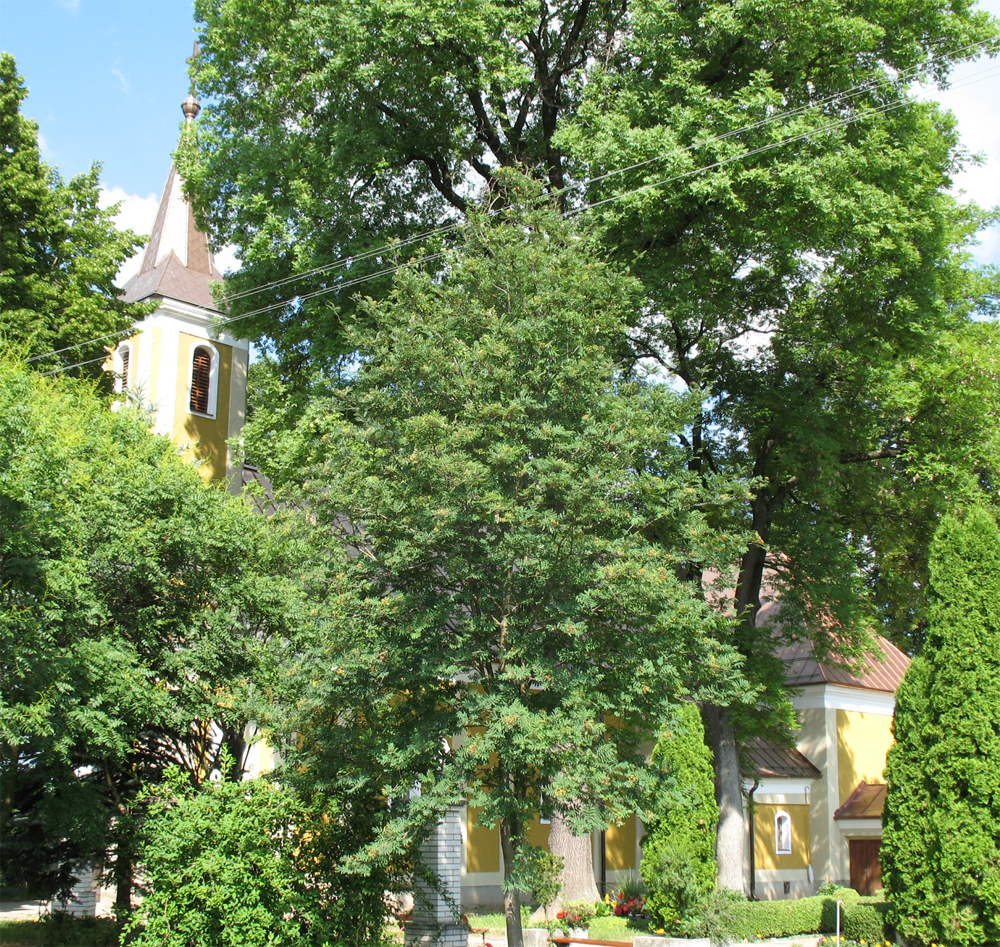
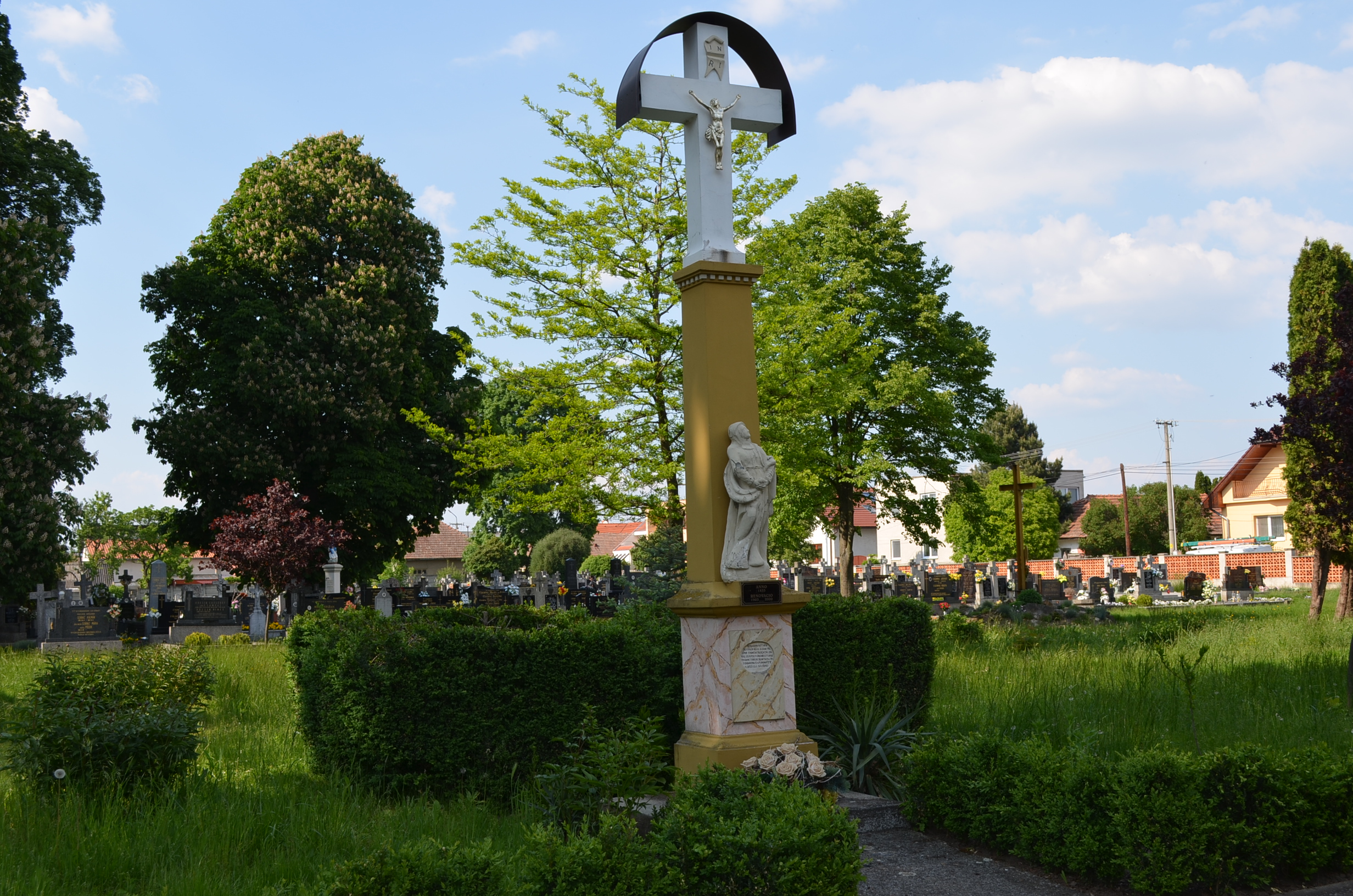
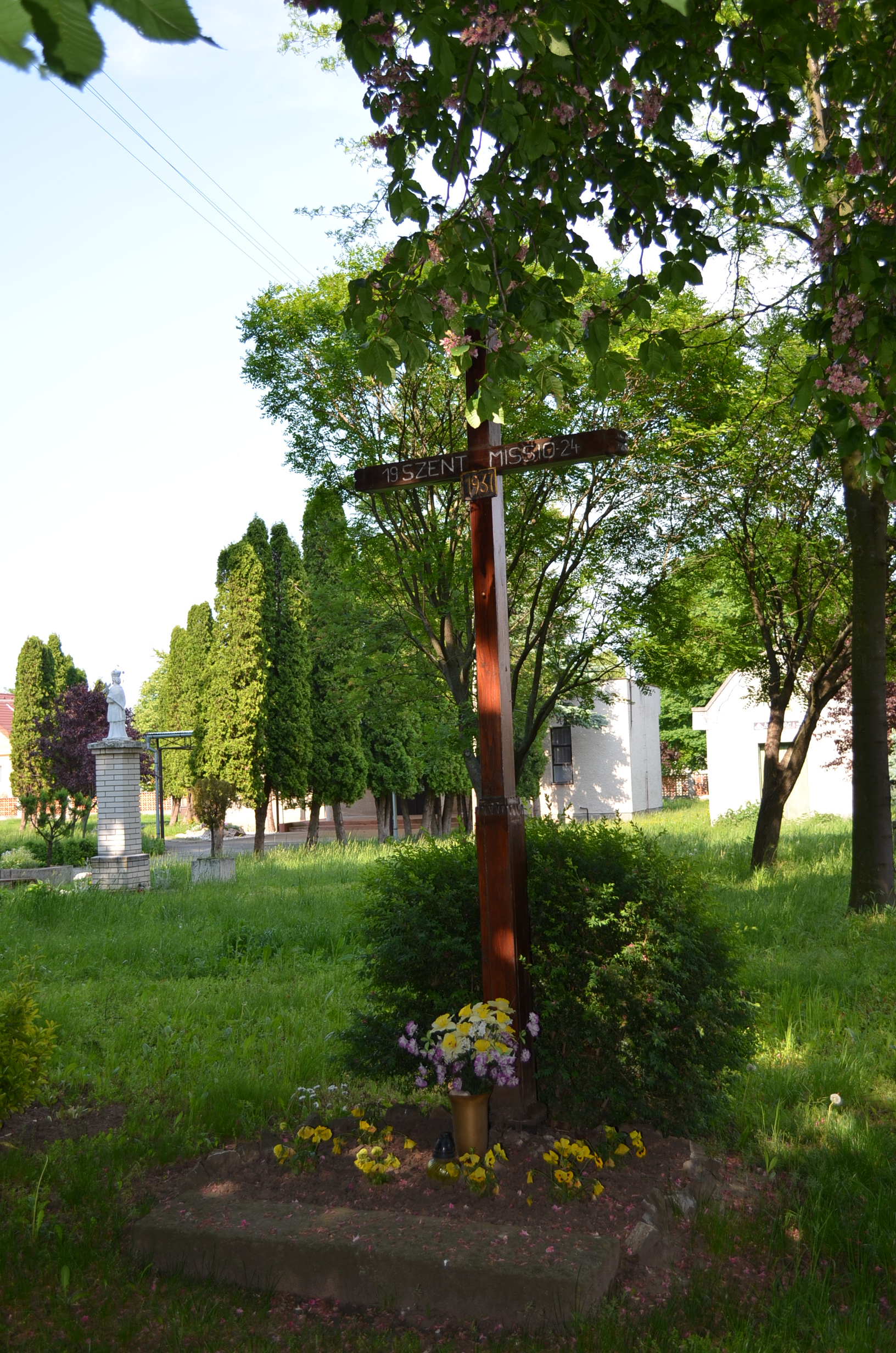
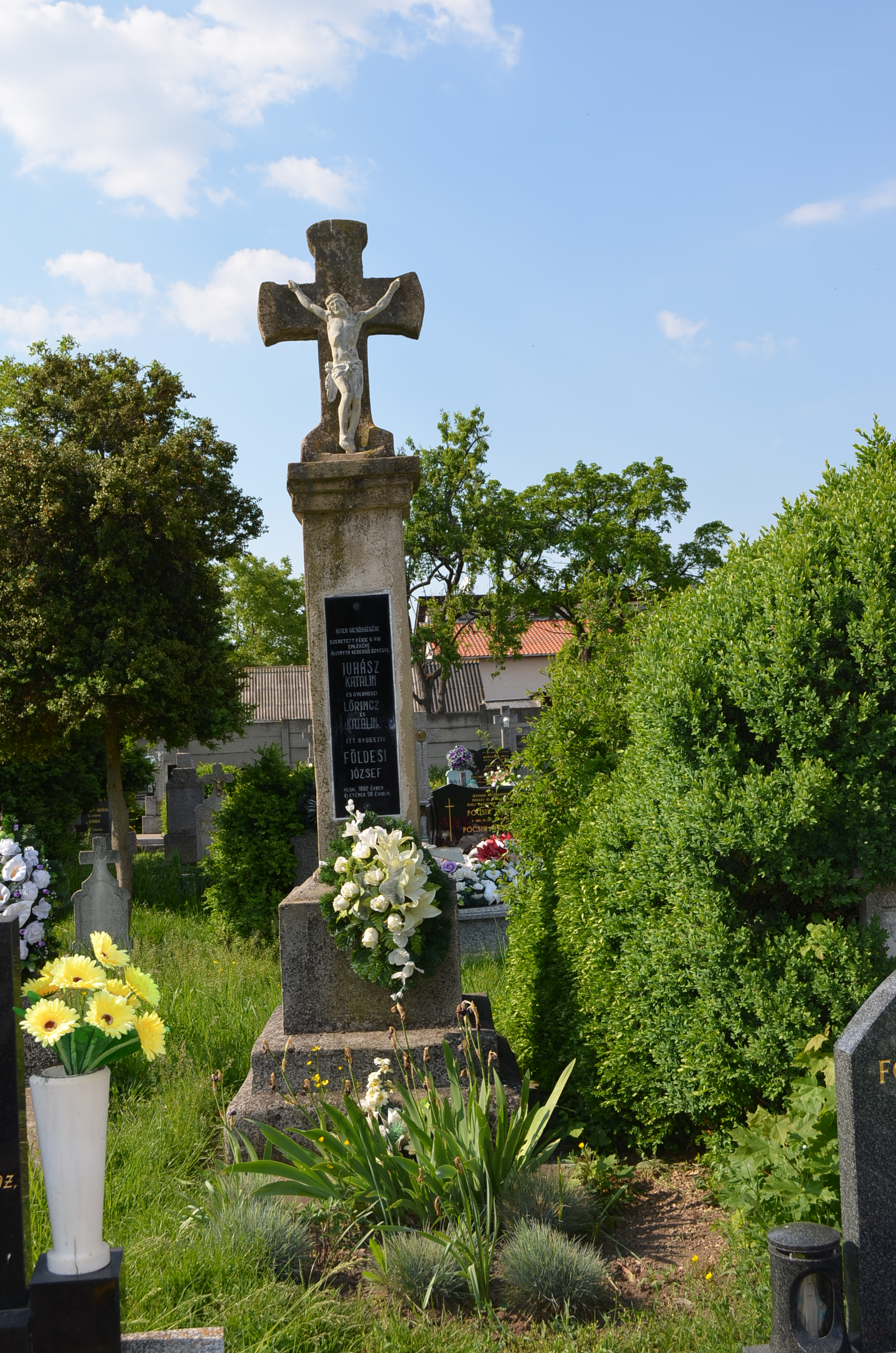
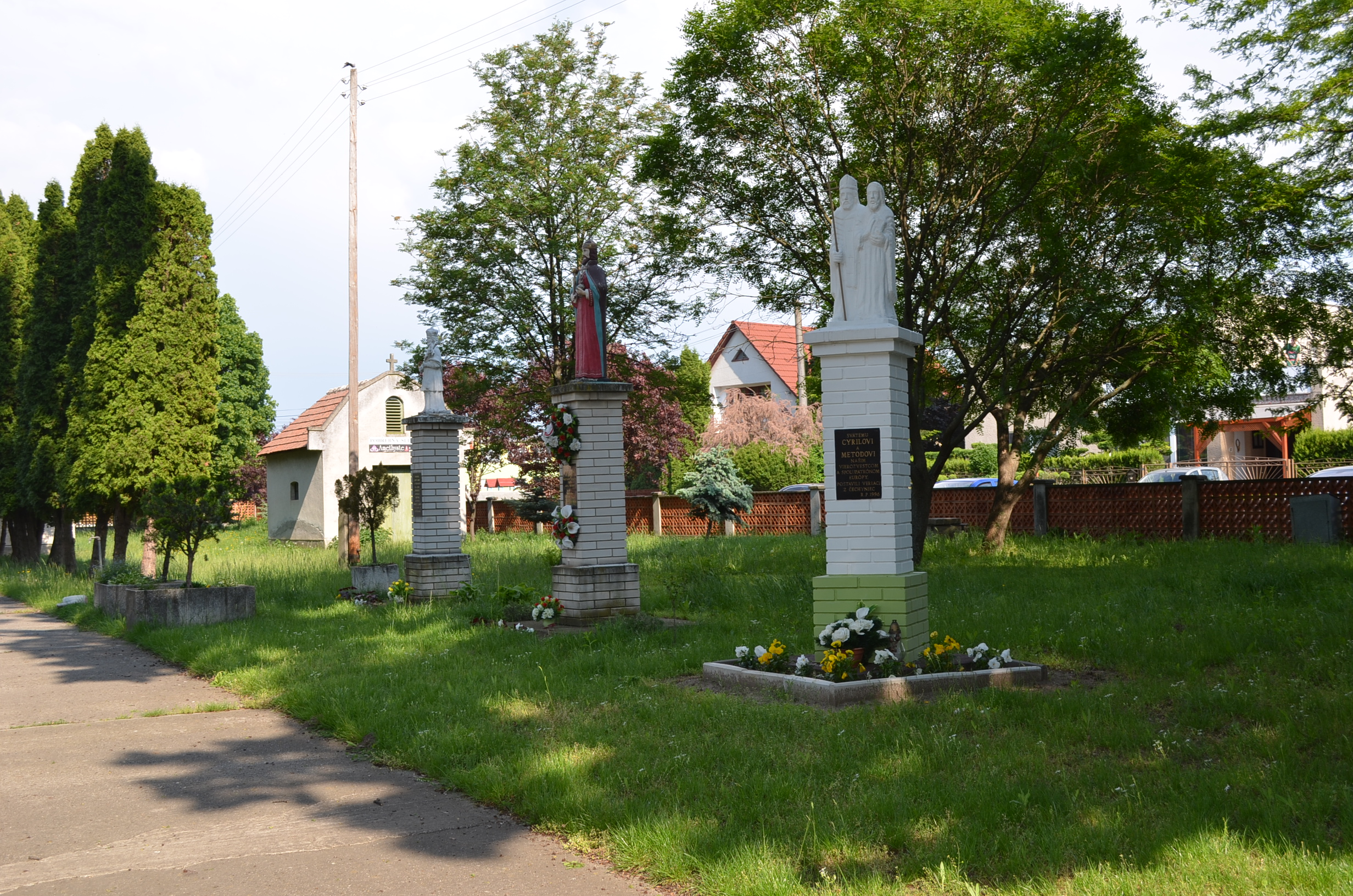
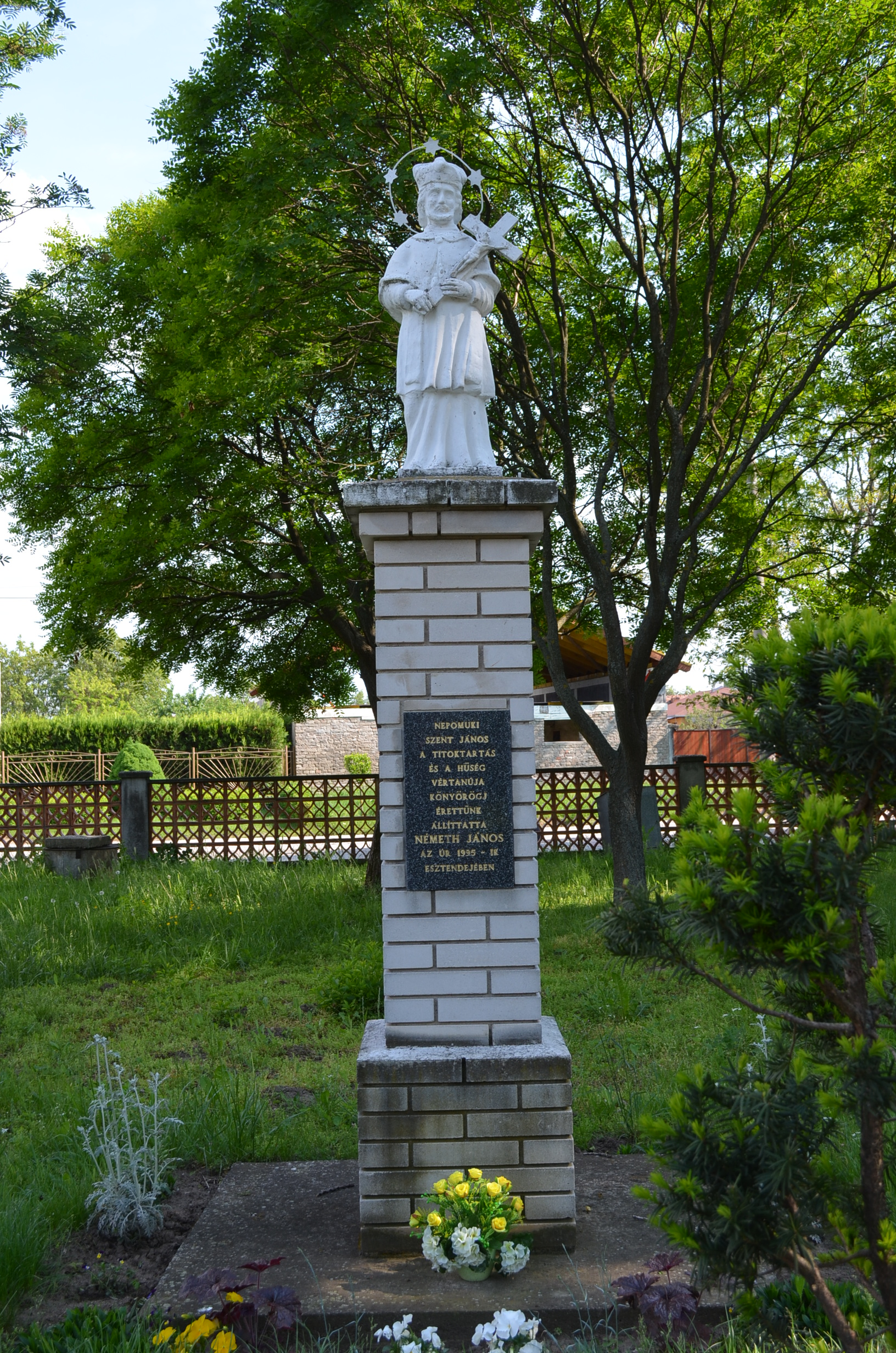
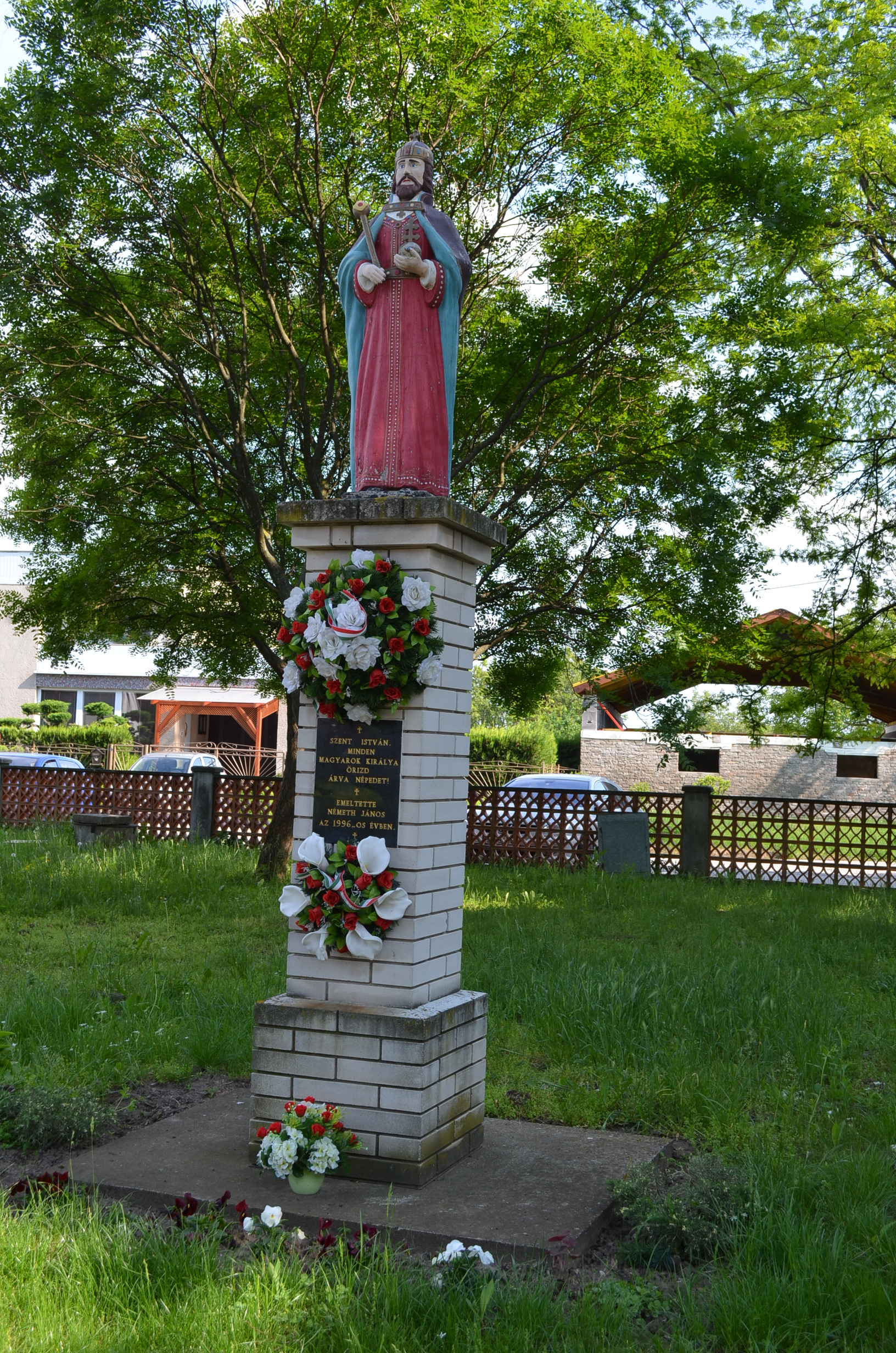
A szobrot a millecentenárium évében állították
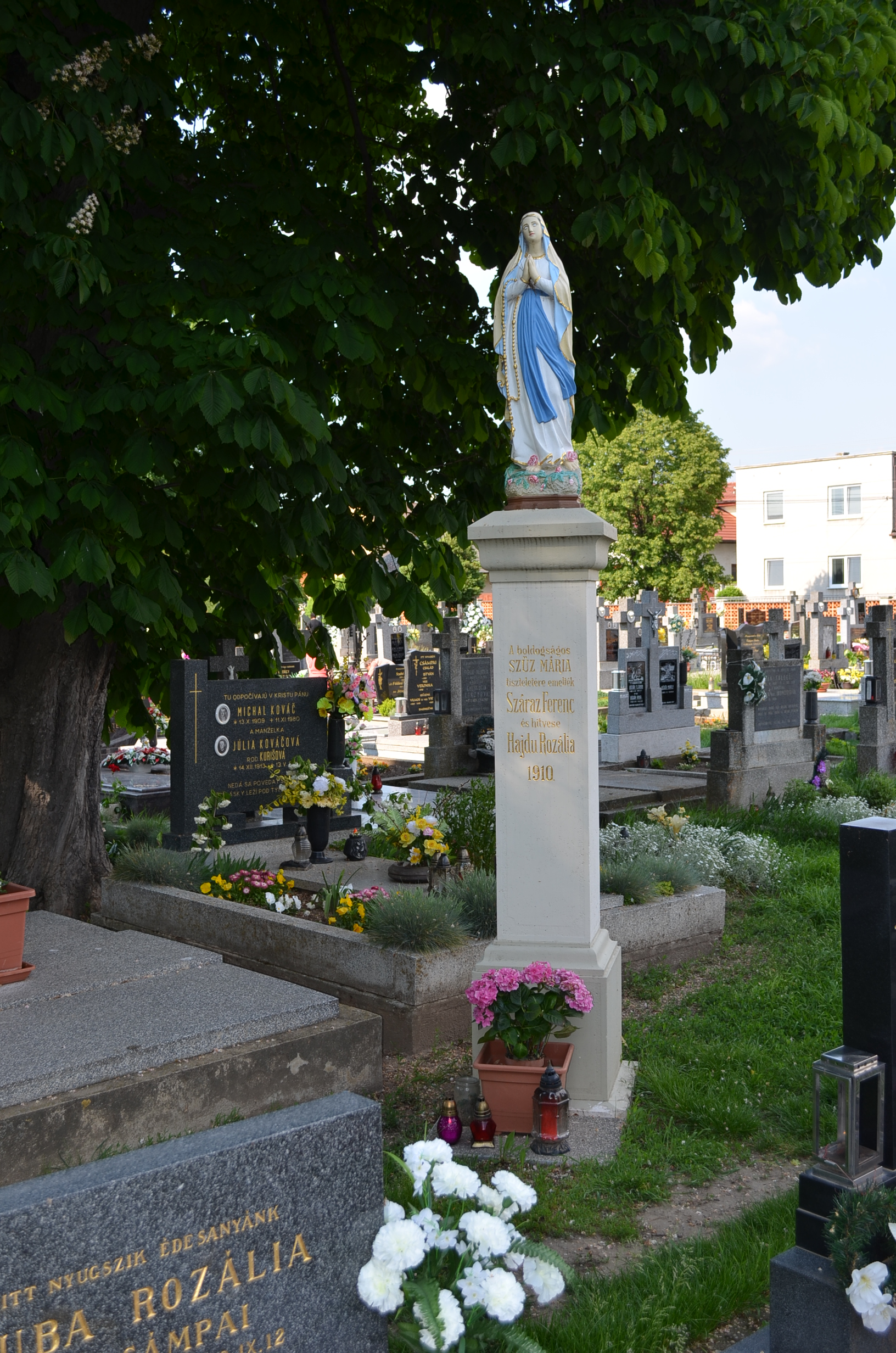
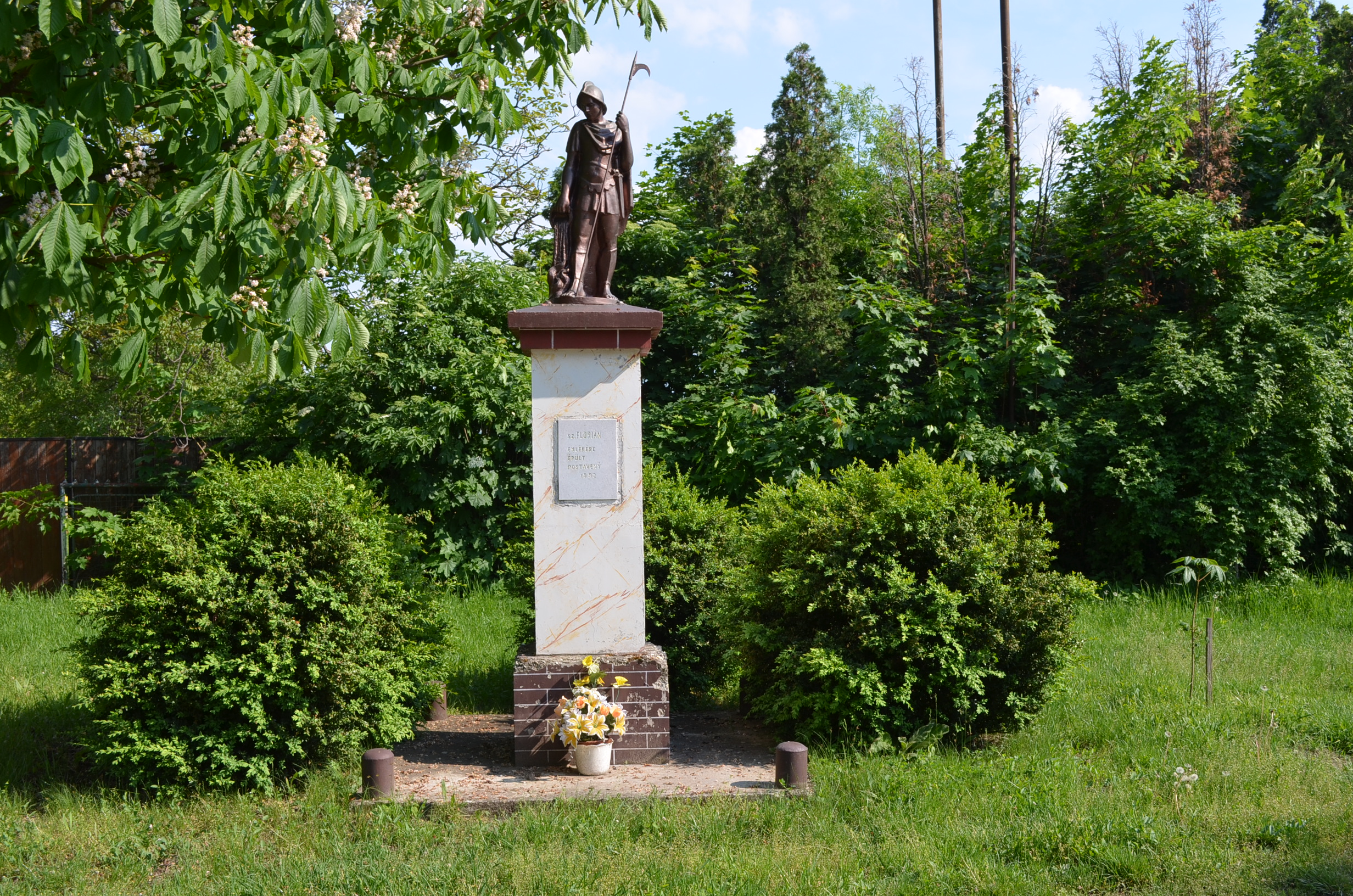

- Keresztelő Szent János tiszteletére szentelt, római katolikus temploma 1715-ben épült barokk-klasszicta stílusban. Főoltárának Krisztus képe Juhari Károly munkája[29]
- Klasszicista kápolnája a 19. század elején épült.

## Testvérvárosok
- Vilonya,[30] Magyarország
- Királyszentistván,[31] Magyarország (1995-től)

## Külső hivatkozások
- Hivatalos oldal
- Községinfó
- Nyitracsehi Szlovákia térképén
- E-obce.sk[halott link]